# Ożarów
Ożarów è un comune urbano-rurale polacco del distretto di Opatów, nel voivodato della Santacroce.
Ricopre una superficie di 183,29 km² e nel 2004 contava 11 585 abitanti.